# سكوت بيري (مدير فني)
سكوت بيري (بالإنجليزية: Scott Berry)‏ هو مدير فني أمريكي، ولد في 1945.